# Woldegk
Woldegk, Windmühlenstadt – miasto w Niemczech, w kraju związkowym Meklemburgia-Pomorze Przednie, w powiecie Mecklenburgische Seenplatte, siedziba Związku Gmin Woldegk.

## Geografia
Woldegk leży przy granicy brandenburskiego powiatu Uckermark. W mieście krzyżują się drogi krajowe: B104 (Neubrandenburg - Szczecin) i B198 (Neustrelitz - Prenzlau).

## Toponimia
Nazwa miasta pojawia się w źródłach średniowiecznych w formie de Woldegen (1230) de Woldegge (1271), Woldegge (1208) in Woldekke (1305), Woldegge (1440). Powstała ze żłożenia słów wold oraz egge/ekke i oznacza dosłownie „kraniec lasu”.

## Historia
25 maja 2014 do miasta przyłączono gminę Helpt, która stała się jego dzielnicą. 1 stycznia 2015 przyłączono gminę Mildenitz, a 26 maja 2019 gminę Petersdorf.